# 로르샤흐 잉크 반점 검사

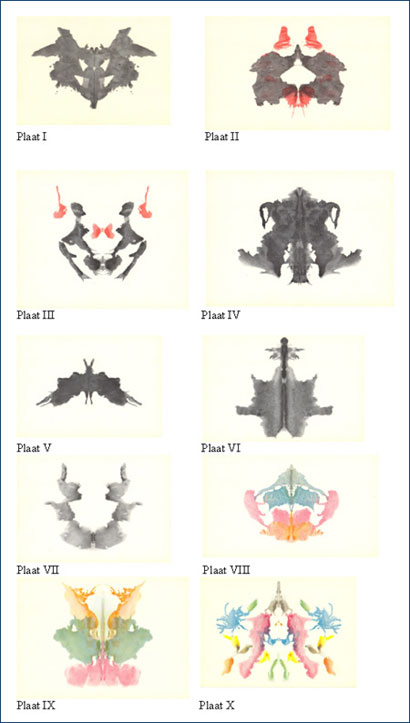

로르샤흐 잉크 반점 검사(영어: Rorschach Inkblot Test)는 스위스의 정신과 의사 헤르만 로르샤흐가 1921년에 개발한 성격검사 방법으로 좌우 대칭의 잉크 얼룩이 있는 열 장의 카드로 이루어져 있다. 형태가 뚜렷하지 않은 카드의 그림을 보여주면서 무엇처럼 보이는지, 무슨 생각이 나는지 등을 자유롭게 말하여 피험자의 성격을 테스트한다. 간단히 로르샤흐 검사(더 간단히 로샤검사 라고도 한다)라고 칭한다.

## 검사 방법
이 검사에는 종이 위에 잉크를 떨어뜨리고, 그것을 접었다 펴서 좌우 대칭으로 만든 그림(로르샤흐 카드)이 사용된다. 데칼코마니 기법으로 만들어진 이 그림은 지금도 로르샤흐에 의해 만들어진 것이 사용되고있다. 카드는 무채색으로 된 카드, 유채색으로 된 카드 각각 5장으로 총 10장이다. 각 카드의 크기는 약 17cm×24cm이다.
검사자는 피험자에게 카드를 1장씩 보여준다. 피험자는 카드의 잉크 반점이 무엇으로 보이는지 자유롭게 응답하고(자유 반응 단계), 검사자는 질문을 해, 어디가 어떻게 보이는지 등을 청취한다.(질의 단계) 이 과정에서 반응 시간, 반응 내용(무엇이 보였는지), 반응 영역 (어디서 그렇게 보았는지), 결정 원인(어떤 특징에서 봤는지)이 기록된다.

## 잉크블롯
데칼코마니(프랑스어: décalcomanie) 또는 블롯드로잉(blot drawing)은 미술에서 물감이나 잉크등을 이용하여 우연하게 생긴 흔적이나 얼룩을 만드는 회화 기법으로 특히 대칭적인 효과에서 물감 블롯이나  잉크블롯(inkblot)의 흔적이나 얼룩은 다양한 느낌의 무늬를 연출할 수 있다.

## 특징과 비판
로르샤흐 잉크 반점 검사는 피험자가 그림에 어떻게 반응하고 어떻게 분석해야 할지 모르기 때문에 답변을 고의로 조작하는 반응 왜곡이 발생하기 곤란해서 무의식적인 심리 분석이 가능하다고 한다. 1921년 개발된 이래 오랜 세월에 걸쳐 널리 사용되고 있으며, 반응 및 분석 데이터베이스 구축을 위한 통계적인 평가도 어느 정도 허용되고 있다.
그러나 MMPI와 MINI 등과 비교하여 타당성・신뢰성이 낮고, 응답 결과의 분석에 고도의 기술을 요하며 이를 포함하여 오랜 시간이 걸려 효율성이 떨어진다는 점 등을 들어 그 유용성에 대해 의문을 제기하는 경우도 있다. 한편 이처럼 MMPI나 WAIS 등과 같은 객관적 테스트 방식과 로샤검사나 집-나무-사람 검사와 같은 주관적 테스트(투사적 검사) 방식을 서로 비교하는 것 자체의 한계성이 언급되기도 한다.

## 공개 논란
2009년 7월 29일 영어 위키백과에서 로르샤흐 잉크 반점 검사의 그림과 보통 어떤 생각을 하는지 공개돼 논란이 일었다. 잠정적 보호를 했으며 판권을 보유한 호그레페 후버 출판사는 위키미디어를 상대로 소송을 걸었다. 위키미디어 측은 “로르샤흐 얼룩이 만들어진 지 88년이 지나 스위스에서의 저작권 기한은 종료됐다”고 주장하고 있다. 한편 심리학자들은 검사 자료 유출로 인해 사람들이 그 그림에 대한 선입견을 가져 실제 검사를 받을 때의 반응이 왜곡될 수 있고, 비전문가에 의해 오용 혹은 남용될 것을 우려하고 있다. 또한 로르샤흐 카드를 대체할 그림을 만들기 위해서는 무수히 많은 연구와 임상실험 결과가 필요하다는 것도 심리학자들이 우려하는 점이다. 그러한 데다가 현재 사용되는 로샤검사는 원저자인 헤르만 로르샤흐가 1921년 이것을 발표하자 마자 이듬해인 1922년 안타깝게 세상을 떠나는 바람에 훗날 사무엘 벡(Samuel Beck), 브루노 클롭퍼(Bruno Klopfer) 그리고 존 엑너(John E. Exner) 등에 의해 원래의 시험 평가 체계가 약간씩 다른 방향으로 개선되어 다른 저작권을 갖는 현재와 같은 종합체계의 테스트로 변형되어 시행되었기 때문에 이 점을 간과해서는 안되며 이를 참고할 필요성이 있다.

## 같이 보기
- 벤더-게슈탈트 검사
- 심리검사

## 참고 자료
- 이 문서에는 다음커뮤니케이션(현 카카오)에서 GFDL 또는 CC-SA 라이선스로 배포한 글로벌 세계대백과사전의 내용을 기초로 작성된 글이 포함되어 있습니다.